# 이수 (집금오)
이수(李壽, ? ~ ?)는 전한 중기의 관료이다.

## 생애
원봉 5년(기원전 76년), 패군태수에서 집금오로 승진하였다.

## 출전
- 반고, 《한서》 권19하 백관공경표 下

| 전임 호신 | 전한의 집금오 기원전 76년 ~ ? | 후임 연수 |